# 斯蒂爾利維爾 (印地安納州)
斯蒂爾利維爾（英語：Stearleyville）是位於美國印地安納州克萊縣的一個非建制地區。該地的面積和人口皆未知。

## 地理
斯蒂爾利維爾的座標為39°26′42″N 86°03′41″W / 39.44500°N 86.06139°W，而該地的平均海拔高度為198米（即650英尺）。